# Egybolis vaillantina
Egybolis vaillantina (лат.) — вид бабочек из семейства Erebidae. Распространён в экваториальной Африке. Обитают в субтропических кустарниковых зарослях и лесах, в особенности близ берегов. Гусеницы питаются на персике и мыльном дереве, реже листьями хлопка. Бабочки активны в дневное время суток: они часто медленно порхают над макушками деревьев. Размах крыльев около 60 мм. Голова и усики оранжевые, на ногах есть оранжевые пятна, имеются также оранжевые пятна и перевязи на передних крыльях. Задние крылья чёрные с металлически-синей каймой.